# Глибоке пахвинне кільце
Глибоке пахвинне кільце (лат. anulus inguinalis profundus) внутрішній отвір пахвинного каналу, розташований на його задній стінці (вхід у пахвинний канал).

## Синоніми
Залежно від термінології, є основні три синоніми:
- Anulus inguinalis profundus (PNA)
- Annulus inguinalis abdominalis (BNA)
- Anulus inguinalis praeperitonealis (JNA)

Глибоке пахвинне кільце в медичній літературі іноді ще називають внутрішнім пахвинним кільцем, абдомінальним пахвинним кільцем (лат. - annulus inguinalis abdominalis) або передочеревинним пахвинним кільцем (лат. - annulus inguinalis praeperitonealis).

## Локалізація
Глибоке пахвинне кільце проєктується на шкіру приблизно на середині відстані між передньою верхньою остю клубової кістки і лонним горбком (посередині пахвинної зв'язки). Кільце розташоване перед очеревиною на задній поверхні передньої стінки живота ззовні від бічної пупкової складки.

## Структура
Глибоке пахвинне кільце утворене поперечною фасцією в місці її переходу на сім'яний канатик. Воно має вигляд лійкоподібного заглиблення поперечної фасції живота, обмеженого медіально між'ямковою зв'язкою (лат. - lig. interfoveolare). До середини від цієї зв'язки задня стінка пахвинного каналу укріплена волокнами нижнього краю апоневрозу поперечного м'яза живота, які, загинаючись вниз, прикріплюються до горбика і гребеня лонної кістки і утворюють пахвинний серп (з'єднувальний сухожилок) (лат. - falx inguinalis, tendo conjunctions). Медіальніше глибокого пахвинного кільця проходять судини — нижні надчеревні артерія і вени (лат. - a. et vv. epigastricae inferiores), яким відповідає бічна пупкова складка (лат. - plica umbilicalis lateralis), що важливо пам'ятати при необхідності розсічення глибокого пахвинного кільця у випадку защемлених гриж.

## Межі
Глибоке пахвинне кільце обмежене зверху і латерально аркою нижнього аркою апоневрозу поперечного м'яза живота, знизу і медіально — нижніми епігастральними судинами.

## Форма
Глибоке пахвинне кільце має форму овалу, довга вісь якого розміщується вертикально.

## Розміри
Розміри глибокого пахвинного кільця різняться у різних суб'єктів, але в чоловіків є значно більшими, ніж у жінок.
Діаметр глибокого пахвинного кільця у чоловіків становить у середньому 16,45±0,76 мм, тоді як у жінок — 10,13±1,35 мм. Площа глибокого пахвинного кільця у чоловіків становить 264,0022,12 мм2, у жінок — 5,620,68 мм2 (у 46 разів менше)

## Вміст
У глибоке пахвинне кільце з предочеревинної клітковини входять сім'явивідна протока (лат. - ductus deferens), судини яєчка, дрібні судини, що супроводжують сім'явивідну протоку і м'яз-підіймач яєчка (лат. -m.cremaster). З них на рівні глибокого пахового кільця формується сім'яний канатик.

## Клінічне значення
Глибоке пахвинне кільце відіграє важливе значення при утворенні пахвинних гриж. У нормі при скороченні внутрішнього косого і поперечного м'язів живота їх волокна опускаються і прикривають глибоке пахвинне кільце. При фізичному зусиллі людини глибоке пахвинне кільце звужується між'ямковою зв'язкою, яка дугоподібно йде знизу. При недорозвиненні цієї зв'язки кільце розтягується і ця захисна функція слабшає. Власне цей патологічний механізм разом з банальним розширенням глибокого пахвинного кільця формують головні передумови утворення косих пахвинних кил.